# Viļaka
Viļaka er beliggende i Balvis distrikt i det østlige Letland og fik byrettigheder i 1945. Byen er beliggende ved Viļaka søs sydlige bred ved floden Kiras munding. Før Letlands selvstændighed i 1918 var byen også kendt på sit tyske navn Marienhausen.